# Marija Vidović Abesinka
Marija Vidović - Abesinka (Novska, 6. veljače 1924. — Jalkovec, kraj Varaždina, 29. travnja 1942.) bila je sudionica Narodnooslobodilačke brobe i narodna heroina Jugoslavije.

## Životopis
Rođena je 6. veljače 1924. godine u Novskoj, u siromašnoj seljačkoj obitelji. Njezini roditelji, su se zbog siromaštva, 1919. godine preselili iz Kućana Donjeg u Novsku. Otac Ivan, invalid iz Prvog svjetskog rata, umro je kad Marija još nije imala ni godinu, a majka je ostala sama s četvoro male djece.
Završivši osnovnu školu u Novskoj, Marija je otišla na zanat kod seoskog trgovca. Kao i ostali šegrti, radila je teške poslove, koji nisu bili u vezi s njenim zanatom. Kad više nije mogla izdržati napore, napustila je zanat. Kad joj je, 1938. godine, umrla majka, Marija je, s 14 godina, preuzela sve kućne poslove. 
Godine 1939. pristupila je radničkom pokretu i iste godine postala članicom Saveza komunističke omladine Jugoslavije. I Marijina tri brata aktivno su sudjelovala u radničkom pokretu. Neposredno pred rat, Marija je na kratko vrijeme napustila Novsku. Otišla je najprije u Zagreb, a kasnije u Karlovac, i zaposlila se. Međutim, ubrzo se vratila kući u Novsku, gdje je sudjelovala u svim akcijama: u dijeljenju letaka, skupljanju dobrovoljnih priloga, organiziranju okupljanja, rada među omladinom, širenju literature i ostalo.
Poslije okupacije Jugoslavije, KPH joj je dala zadatak da uspostavi prekinute veze s partijskom organizacijom u Posavini. Više puta je obilazila, kao kurirka, na različite veze, noseći uputstva i materijale. U početku, nitko od vlasti nije sumnjao da bi jedna djevojčica mogla nositi letke i proglase Centralnog komiteta KPJ, u kojima je narod pozivan na oružani ustanak. Rujna 1941. godine, ustaše su uhitili Mariju i njezinog najstarijeg brata. U zatvoru su mučeni nekoliko dana, ali pošto nisu ništa priznali, pušteni su.
Izišavši iz zatvora, Marija je nastavila djelovati u NOP-u. Svakog dana je u zatvor nosila hranu najmlađem bratu, koji je bio zatočen kao talac. Po naređenju KPH, uspjela je da u zatvor unese pištolj i dvije bombe, a zatim je sudjelovala u uspješnoj akciji spašavanja drugova iz zatvora, 2. listopada 1941. godine. 
Kad joj se najstariji brat, krajem listopada 1941. godine spremao u partizane, Marija je tražila da pođe s njim. Poslije dugog uvjeravanja da je to nemoguće, Marija je pristala da se privremeno smjesti kod rođaka, isprva u Zagreb, a kasnije u Varaždin. Odatle je, krajem ožujka 1942. godine, otišla na Kalnik, u Prvu kalničku partizansku četu i tu je sudjelovala u svim akcijama čete tijekom ožujka.
Krajem travnja 1942. godine, neprijatelj je pokrenuo ofenzivu protiv kalničkih partizana. Tri dana i tri noći, po kiši i snijegu, borila se četa od 56 partizana protiv 3.000 dobro naoružanih neprijateljskih vojnika. Uz teške gubitke, partizani su uspjeli probiti neprijateljski obruč. Marija se s četvoricom drugova prebacila, preko Bednje, prema Varaždinu. Umorni i gladni, odlučili su da se sklone u kućicu u selu Jalkovcu, u neposrednoj blizini Varaždina i da se tu odmore. Netko ih je primijetio i izdao ustašama. Rano ujutro 29. travnja, ustaše su opkolili kuću i pozvali partizane da se predaju. Partizani su odgovorili vatrom i poslije trosatne borbe, Marija je jedina ostala živa. Da ne bi pala neprijatelju živa u ruke, izvršila je samoubojstvo.
Ukazom predsjednika FNRJ Josipa Broza Tita, 27. studenog 1953. godine, proglašena je za narodnu heroinu.